# Sphenomorphus courcyanus
Sphenomorphus courcyanus — вид сцинкоподібних ящірок родини сцинкових (Scincidae). Мешкає в Гімалаях.

## Поширення і екологія
Sphenomorphus courcyanus мешкають на півдні Тибету та в індійських штатах Аруначал-Прадеш і Мегхалая. Вони живуть в гірських субтропічних лісах, трапляються на галявинах. Живляться дрібними комахами.